# Imdyazen

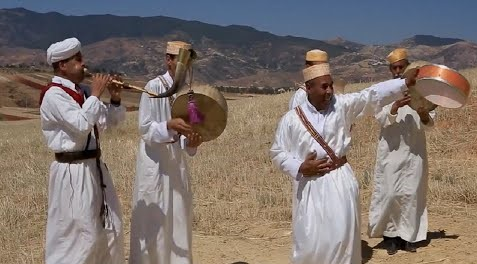
Imdyazen uit de streek Temsaman met zammar en adjun

Imdyazen (enkelvoud: amdyaz) zijn (semi-)professionele muzikanten die feesten opluisteren in de Marokkaanse Rif, met name trouwfeesten en naamgevingsfeesten na de geboorte van een kind. Het woord amdyaz is waarschijnlijk afgeleid van een werkwoord dat ‘stampen’ en ‘dansen’ betekent. In de andere Marokkaanse Berbertalen staat het woord amdyaz ook voor muzikant of dichter. Deze imdyazen hebben echter een aantal andere kenmerken.

## Samenstelling van de groep en optreden
Een groep imdyazen bestaat uit vier à zes personen. De zanger speelt ook tamboerijn (adjun). Deze is van een groter formaat dan die van de rest van de bevolking. Een blaasinstrument maakt altijd deel uit van het ensemble: ofwel de traditioneel Berberse zammar, die ook wel dubbele klarinet wordt genoemd, ofwel de ghaita, die vergelijkbaar is met een schalmei. Verder kunnen er fluiten gebruikt worden en extra tamboerijnen of andere trommels, waarvan de bespelers tevens fungeren als koortje. In het laatste kwart van de twintigste eeuw gingen ook zangeressen deel uitmaken van deze muziekgroepen.
Een traditioneel optreden van de imdyazen gaat gepaard met theatrale collectes onder het publiek, grove grappen, obscene dubbelzinnigheden en acrobatische dansen. Ze staan bekend om hun onwaarschijnlijk hoge sprongen.

## Repertoire
Het repertoire van de imdyazen bestaat hoofdzakelijk uit izran, traditionele tweeregelige gedichten in de Riffijnse taal. Een deel daarvan is ontleend aan de liefdesizran die vrouwen op feesten zingen, maar ze zingen ook gedichten die een mannelijke blik op relaties laten zien. Andere liederen snijden populaire sentimentele thema’s aan: het tragische lot van de wezen en dat van jonge vrouwen die moeten trouwen met een oude man of geterroriseerd worden door hun schoonmoeder.
Daarnaast verwerken ze de actualiteit in hun liederen: klein nieuws uit de omgeving, maar ook belangrijke gebeurtenissen. In het verleden zongen ze bijvoorbeeld over de Riffijnse bevrijdingsoorlog en het aantreden van koning Hassan II. Ze zingen ook lofliederen op de patroonheilige aan wie ze hun inspiratie te danken hebben: Sidi Chaayeb Ouneftah. Een deel van de liederen is in het Arabisch. De imdyazen hebben een eigen repertoire aan dansen.
In het eerste kwart van de twintigste eeuw zijn gedichten genoteerd die stukken langer waren dan de tweeregelige izran. De zangers uit die tijd maakten ook gedichten op bestelling voor mannen in het publiek. Dezen werden echter geen amdyaz genoemd maar sjeik.

## Sociale status
Volgens beschrijvingen vanaf eind jaren 1920 behoorden de imdyazen tot een erfelijk bepaalde onderklasse, waar ook smeden, slagers en marktomroepers deel van uitmaakten. Een huwelijk buiten eigen kring was uitgesloten of leidde tot een statusval van de partner.
De discriminatie van de imdyazen had een etnische dimensie. Ze werden beschouwd als donkerder van huidskleur en werden, ten onrechte, zigeunermuzikanten genoemd. Er bestond een breed gedeelde overtuiging dat alle imdyazen afkomstig waren uit een substam van de Ait Touzine. De Spaanse musicoloog Ruda vermoedt op musicologische gronden dat de imdyazen hun oorsprong hebben in een Arabische bedoeïenenstam.

## Huidige situatie
Het sociale stigma is tegen het eind van de twintigste eeuw verdwenen. De term amdyaz wordt inmiddels als denigerend beschouwd. Zangers noemen zich, net als in het begin van de twintigste eeuw, weer ‘sjeik’. Door de toegenomen concurrentie en veranderingen in de Riffijnse samenleving kunnen de meesten echter niet meer leven van hun muziek. Hedendaagse muziekgroepen die in de traditie van de imdyazen staan, zijn onder meer Cheikh Moussa en de Belgische formatie Tarwa n Cheikh Mohand, die ook regelmatig in Nederland optreedt.